# Charles de Gaulle
Charles André Joseph Marie de Gaulle (uitspraakⓘ; Rijsel, 22 november 1890 – Colombey-les-Deux-Églises, 9 november 1970) was een Frans militair en politicus. Hij vocht tijdens de Eerste Wereldoorlog als officier in de Slag bij Verdun en was de leider van een Franse regering in ballingschap tijdens de Tweede Wereldoorlog. De Gaulle was van 1959 tot 1969 de 18e president van de Franse Republiek en de grondlegger van de Vijfde Franse Republiek.

## Levensloop

### Jeugd en familie
Charles de Gaulle [ʃaʀl dəˈgol] was het derde van vijf kinderen in een rooms-katholiek, patriottisch gezin. De familie De Gaulle behoorde tot de lagere adel, maar was al sinds lang door en door middenklasse. Charles werd geboren in het huis van zijn grootouders in Rijsel. Zijn vader Henri de Gaulle was leraar filosofie, wiskunde en literatuur aan een jezuïetencollege in Parijs. Toen de baby drie maanden oud was, werd hij naar Parijs gebracht, waar zijn ouders in het 7de arrondissement woonden.
De jonge Charles kreeg een traditionele opvoeding en doorliep Parijse parochiescholen, waaronder het college waar zijn vader werkte. Daar ontwikkelde hij een bijzondere interesse in geschiedenis en militaire zaken en vatte het plan op te gaan studeren aan de militaire school van Saint-Cyr, door Napoleon opgericht in 1808. Een van zijn voorouders zou in 1415 tegen de Engelsen hebben gevochten in de Slag bij Azincourt. Zijn vader had tegen de Duitsers gevochten in de Frans-Pruisische oorlog van 1870-1871.
Hij werd beïnvloed door de lectuur van Barrès, Bergson, Boutroux en Péguy. Na zijn studies aan Saint-Cyr werd hij in 1913 ingedeeld bij het 33e regiment infanterie dat behoorde tot de divisie onder leiding van kolonel Philippe Pétain. De Gaulle trouwde op 6 april 1921 met Yvonne Vendroux. Zij kregen drie kinderen: Philippe, Elisabeth en Anne. Anne had het syndroom van Down en overleed in 1948 op 20-jarige leeftijd.

### Eerste Wereldoorlog en intellectuele ontwikkeling

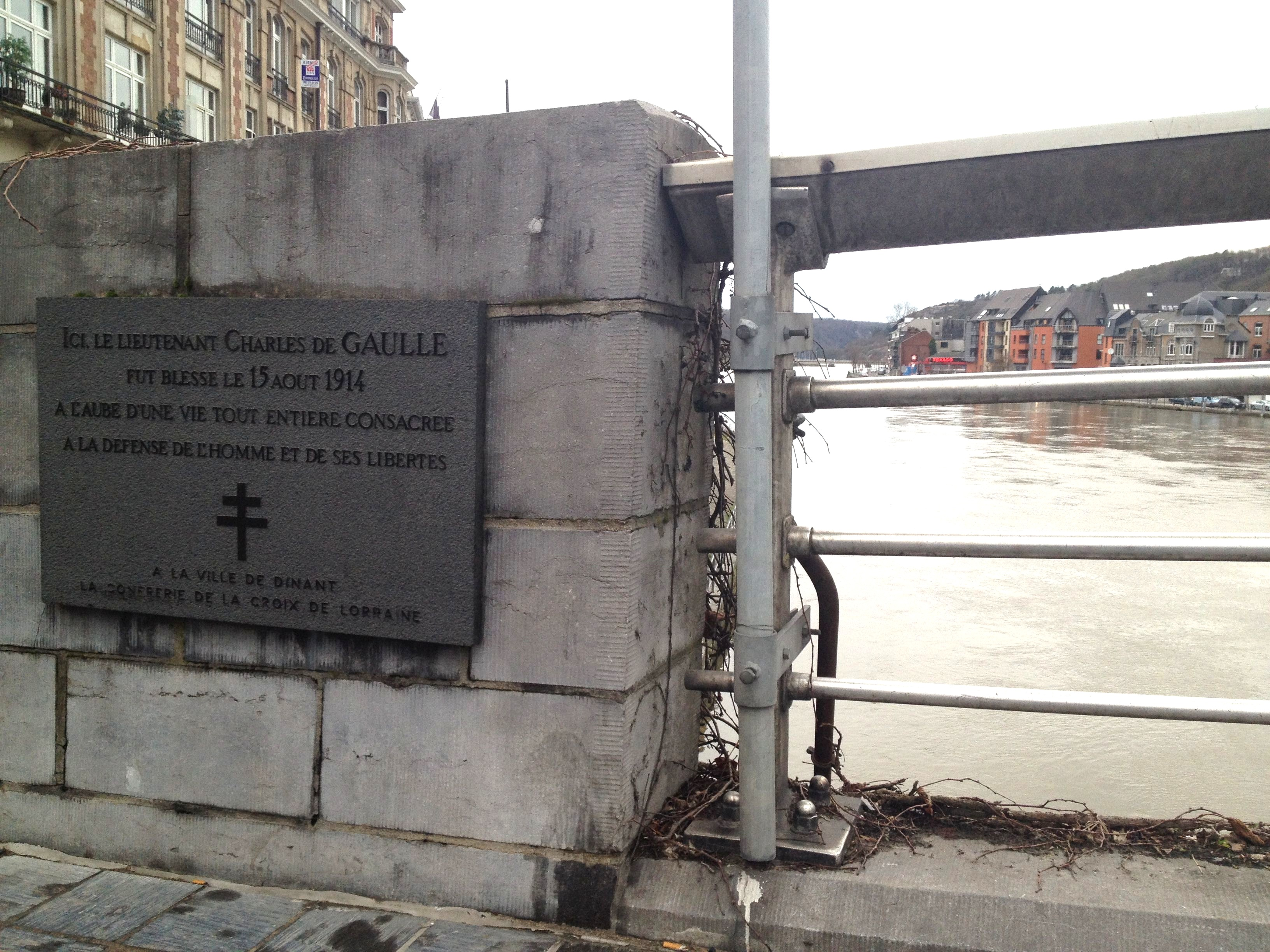
Plaquette ter herinnering aan het gewond raken van Charles de Gaulle in Dinant

Tijdens de Eerste Wereldoorlog diende De Gaulle in het leger als luitenant. Op 15 augustus 1914, de eerste dag van de slag van Dinant, werd hij in zijn been geschoten op de brug over de Maas. Deze brug is later naar hem vernoemd. Hij raakte in 1916 betrokken bij de Slag bij Verdun en werd bij het Fort Douaumont gevangengenomen. Na herhaalde ontsnappingspogingen, waarbij hij zich onder meer als verpleegster verkleedde en ondergrondse tunnels groef, verbleef hij ruim twee jaar in een Duits kamp voor krijgsgevangenen in het fort van Ingolstadt. Na de oorlog diende hij bij de pantsereenheden, die toen nog deel uitmaakten van de infanterie. Van 1919 tot 1921 was hij als beschermeling van Pétain als militair deskundige betrokken bij de opbouw van het leger van het zojuist onafhankelijk geworden Polen, waar de Pools-Russische Oorlog (1919-1921) woedde. Hij kreeg al snel de reputatie van een vernieuwend tacticus. In Le fil de l'épée (1932) (Het scherp van de snede) wees hij op het belang van het vormen van leiders en op de invloed van toevallige omstandigheden. Ook bepleitte hij het formeren van pantsereenheden, waarmee vuurkracht en mobiliteit beter dan ooit gecombineerd zouden kunnen worden. In Vers l'Armée de Métier (Naar een Beroepsleger) (1934) bepleitte hij de oprichting van een professioneel gemotoriseerd kernleger in vredestijd om een eventuele verrassingsaanval vanuit Duitsland af te kunnen slaan. In Duitsland zag de latere tankgeneraal Heinz Guderian hierin zijn ideeën bevestigd. In Engeland werd door de militair historicus Liddell-Hart met belangstelling kennisgenomen van De Gaulles ideeën. In Frankrijk, waar statische verdediging vanuit immense fortificaties zoals de Maginotlinie voorop stond, vond hij echter weinig weerklank.
Uit zijn particuliere correspondentie blijkt dat hij weinig op had met parlementaire democratie en eigenlijk meer zag in een sterk monarchaal regime. De socialist Léon Blum, premier van Volksfront-regeringen tussen 1936 en 1939, was fel tegen een beroepsleger, omdat dit gemakkelijk zou kunnen worden ingezet tegen de eigen bevolking.

### Tweede Wereldoorlog

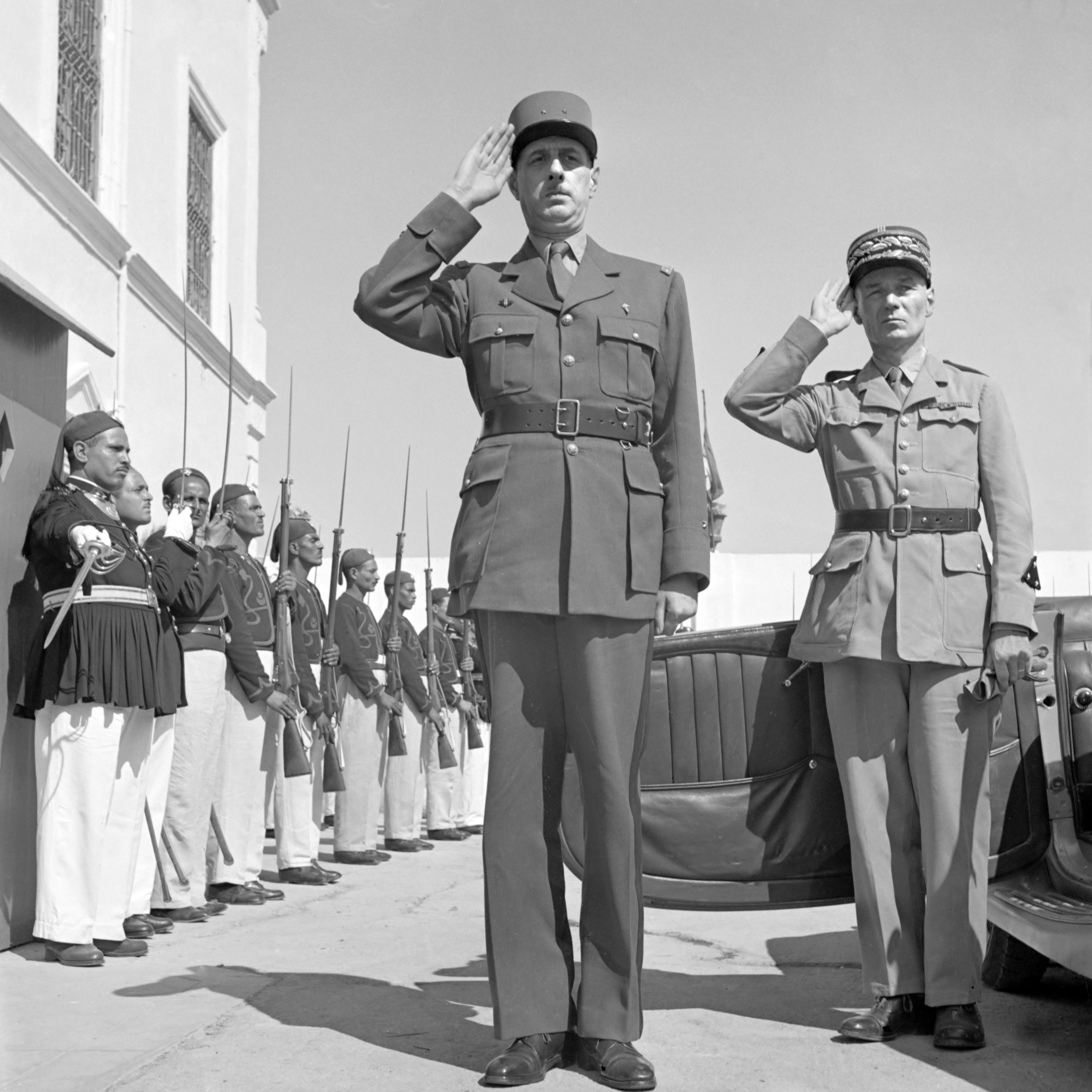
Charles de Gaulle (midden), 1943

In de Tweede Wereldoorlog kreeg De Gaulle tijdens Fall Gelb, zoals de Duitsers hun offensief in het westen noemden, op 15 mei 1940 het bevel over een provisorische pantserdivisie, de 4e Division Cuirassée de Réserve, waarmee hij zonder veel effect vocht tegen de Duitse invallers, die om de Maginotlinie heen waren getrokken, dwars door de volgens de Fransen ondoordringbare Ardennen. Vlak voor de totale ineenstorting werd hij bevorderd tot brigadegeneraal. Hij kreeg op 6 juni de post van onderminister voor defensie in het kabinet van premier Paul Reynaud. In die hoedanigheid nam hij deel aan de besprekingen met de Britten tijdens de laatste fases van de Duitse opmars in juni 1940. Toen bleek dat maarschalk Pétain in juni 1940 een wapenstilstand met de Duitsers zou sluiten, stapte De Gaulle in een Brits vliegtuig en ontkwam daarmee naar Londen. Op 18 juni verklaarde hij via de Britse radio dat Frankrijk wel een slag had verloren, maar niet de oorlog en hij riep het Franse volk op de strijd tegen Duitsland voort te zetten. Het onmiddellijke resultaat daarvan was dat hij wegens desertie bij verstek ter dood werd veroordeeld door het Vichy-regime, dat na de overwinning van de Duitsers door hen werd getolereerd als een marionettenregime in het zuidoostelijke deel van Frankrijk. Het staatshoofd van dit regime was de 83-jarige Pétain, zijn vroegere commandant. De Gaulle organiseerde na zijn vlucht de Vrije Franse Strijdkrachten; het lukte hem om sommige Franse koloniën aan zijn kant te brengen. Hij kreeg ook het bestuur in Syrië en Libanon in handen, nadat de Britten deze Franse mandaatgebieden op Vichy-troepen hadden veroverd. De Gaulle had aanvankelijk grote moeite om serieus genomen te worden door de geallieerden, want het Franse Vichy-regime had - bij gebrek aan beter - zowel in eigen land als daarbuiten een zekere legitimiteit, waartegenover De Gaulle niet veel anders had te stellen dan zijn vastberadenheid om de waardigheid van Frankrijk te verdedigen. Voor het oplossen van de voortdurende conflicten en ruzies met de Britse regering was zijn stafchef Gaston Palewski verantwoordelijk. De Gaulle omschreef zijn eigen positie als volgt: “Ik kan geen concessies doen, ik ben te zwak.”
Het imago van De Gaulle bij de geallieerden werd nog verder verzwakt door de mislukte Slag om Dakar in september 1940, waarbij de generaal ten onrechte had aangenomen dat de Fransen in de West-Afrikaanse kolonie, tot dan onder het gezag van Vichy, spontaan naar hem zouden overlopen.
Terwijl de Britse premier Churchill nog een zeker respect voor de koppige Franse generaal had, wantrouwden de Verenigde Staten hem. Toen Amerikaanse en Britse legers in november 1942 Franse gebieden in Noord-Afrika binnenvielen, gaven de Amerikanen het bestuur ervan niet in handen van de leider van de Vrije Fransen, maar aan Henri Giraud, een andere Franse generaal die voorheen tegen Vichy had aangeleund. De Gaulle bleek echter een behendiger politicus te zijn en over een forse aanhang te beschikken, ook in bezet Frankrijk, waar het Vichy-regime zijn restant van geloofwaardigheid had verloren toen vanaf november 1942 ook op het eigen gebied Duitse troepen gelegerd werden. In juni 1943 kwam er een compromis: De Gaulle en Giraud werden co-voorzitters van een Frans Comité van Nationale Bevrijding in Algiers. Na enkele maanden wist De Gaulle Giraud aan de kant te schuiven. Hoewel de Amerikanen De Gaulle niet wilden betrekken in de landing in Normandië op 6 juni 1944 en ze van plan waren het bevrijde Frankrijk althans voorlopig zonder hem te besturen, bleek het hele binnenlandse verzet achter De Gaulle te staan. Het Vichy-regime verdween als sneeuw voor de zon en bij zijn terugkeer in Frankrijk werd De Gaulle overal toegejuicht. De tegenstellingen tussen het communistische verzet en het niet-communistische verzet leken voor even vergeten. Na een met emoties beladen intocht in Parijs vestigde hij daar op 26 augustus 1944 zijn voorlopige regering, die al snel door de geallieerden werd erkend. Tot aan het einde van de oorlog had De Gaulle wrijvingen met de Amerikanen, want hij stond erop dat Frankrijk als een grote mogendheid werd behandeld en weigerde soms om bevelen van het geallieerde opperbevel op te volgen. Pas op 21 oktober 1944 werd de regering van De Gaulle, in plaats van de Vichy-regering, door de Amerikanen als vertegenwoordiger van Frankrijk erkend. De erkenning van De Gaulle door de geallieerden ging niet zo ver dat hij ook werd uitgenodigd op de conferenties van Jalta (februari 1945) en Potsdam (juli 1945), waar de verdeling in invloedssferen van het naoorlogse Europa werd vastgelegd.

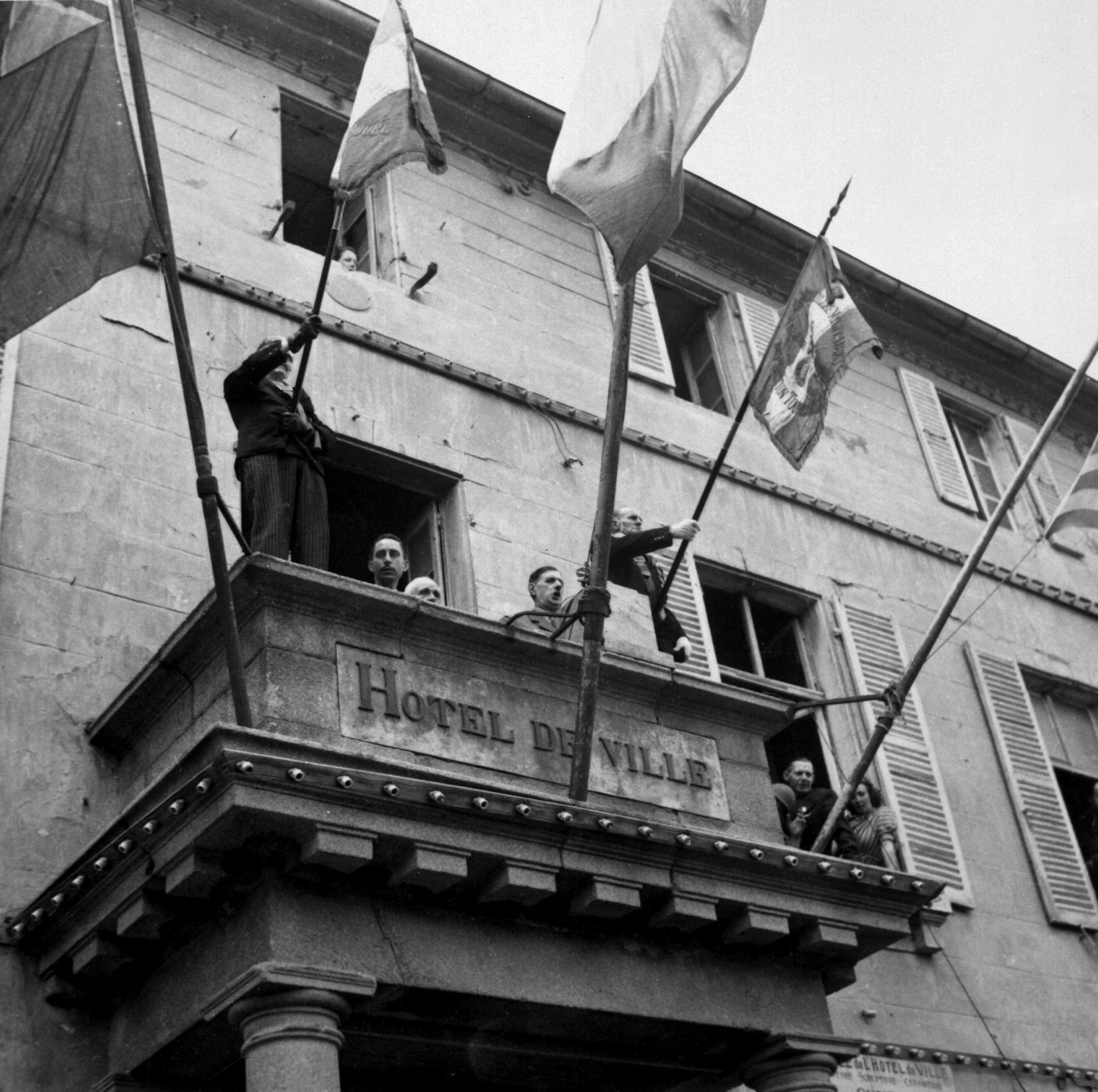
De Gaulle spreekt een menigte toe tijdens de Tweede Wereldoorlog, 1944

### De naoorlogse periode
In eigen land was De Gaulle aan het einde van de oorlog een algemeen aanvaarde leider die boven de partijen stond. Hij bleef ook na de verkiezingen van november 1945 voorzitter van de voorlopige regering, maar trad in januari 1946 af, toen het duidelijk werd dat zijn opvattingen over een sterke uitvoerende macht niet in de nieuwe grondwet van de Vierde Republiek zouden worden opgenomen. In 1947 stichtte hij een nieuwe politieke partij, Rassemblement du Peuple Français (Verzameling van het Franse Volk), die namens alle Fransen beweerde te spreken. De partij had een tijdelijk kiessucces, maar in 1953 hief De Gaulle de partij op en trok zich uit de politiek terug in zijn buitenverblijf in Colombey-les-Deux-Églises en ging zijn memoires schrijven. De Vierde Republiek werd, zoals hij gevreesd had, gekenmerkt door chronische politieke instabiliteit. Ondertussen woedde in Frans-Indo-China al een dekolonisatie-oorlog, die in 1954 zou uitlopen op een definitieve Franse nederlaag bij Điện Biên Phủ. In datzelfde jaar brak de Algerijnse Onafhankelijkheidsoorlog uit.
In 1958, toen deze zeer bloedige oorlog uitzichtloos was geworden, maakte een opstand van de Franse strijdkrachten in Algerije duidelijk dat de Vierde Republiek niet tegen de situatie was opgewassen. Na twaalf jaar in de politieke wildernis werd De Gaulle als voldoende sterk en patriottisch beschouwd om een uitweg te vinden. Hij vormde een regering en verkreeg van het parlement een speciale volmacht voor zes maanden. Hij stelde een nieuwe grondwet op die de macht van de president versterkte ten koste van het parlement. De Gaulle werd in januari 1959 op 68-jarige leeftijd zelf de eerste president van de nieuwe Vijfde Republiek. De opstandige militairen hadden gehoopt dat De Gaulle de Algerijnse opstand de kop in zou drukken. De Gaulle wekte de stellige indruk dat te zullen doen, toen hij voor een grote menigte Franse kolonisten op het Forum-plein in Algiers uitriep: “Je vous ai compris!” (Ik heb u begrepen!) Hij besefte echter al snel dat Frankrijk daar nooit in zou slagen, aangezien dit niet te combineren was met zijn onwil de negen miljoen islamitische Algerijnen volwaardig Frans staatsburgerschap te geven. Uiteindelijk kondigde hij aan om Algerije via onderhandelingen zelfbeschikking te willen verlenen. Daarop kwam het tot ernstige ongeregeldheden met Franse kolonisten in Algerije die zich tegen de onafhankelijkheid verzetten. In Algiers dreigde in 1961 zelfs een militaire staatsgreep; de geheime para-militaire Organisation de l'Armée Secrète (OAS) pleegde talloze dodelijke aanslagen; De Gaulle zelf ontsnapte hier ternauwernood aan. Linkse intellectuelen als Jean-Paul Sartre spraken zich uit voor Algerijnse onafhankelijkheid, reden waarom sommige ministers voor diens arrestatie pleitten. Dat De Gaulle geen dictator was, bleek uit zijn standpunt dat je 'Voltaire niet arresteert', waarmee hij Sartre bedoelde. De Akkoorden van Evian in 1962 bezegelden de Algerijnse onafhankelijkheid, waarna honderdduizenden Franse kolonisten (pied-noirs) en koloniale militairen (harki's) een goed heenkomen zochten in het moederland.

### Force de Frappe

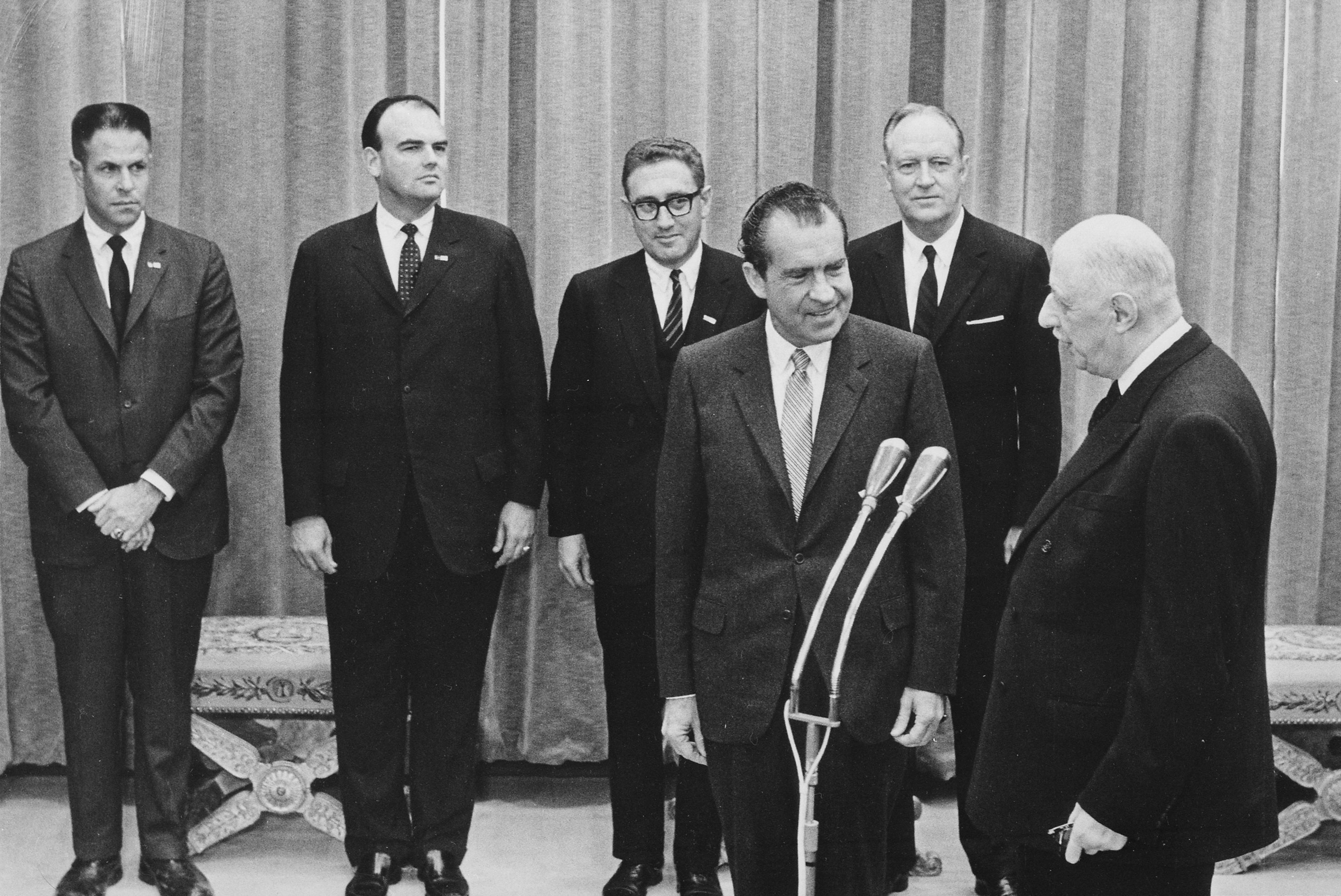
President Richard Nixon met stafleden en Charles de Gaulle, 1969

De Gaulle was vastberaden Frankrijk weer zijn vroegere positie op het wereldtoneel te laten innemen en wilde de invloed van de Verenigde Staten in Europa beperken. Hij onttrok de Franse strijdkrachten aan de militaire bevelstructuur van de NAVO en liet het oppercommando AFCENT uit Fontainebleau vertrekken. Hij bouwde een verdediging op naar alle kanten (défense à tous azimuts). Een Amerikaans aanbod om de Britse en Franse strijdkrachten kernwapens ter beschikking te stellen, wees hij af. In plaats daarvan liet hij de force de frappe ontwikkelen, de Franse kernmacht. Het kon voor hem niet zo zijn dat een groot land als Frankrijk zijn veiligheid in laatste instantie aan een andere mogendheid overliet. Zijn geopolitieke visie vatte De Gaulle als volgt samen: “Ik meen op de kaart te hebben gezien dat Amerika niet in Europa ligt.” Daarmee bedoelde hij dat voor elk land het hemd nader is dan de rok. Een afschrikking die gebaseerd was op de veronderstelling dat Amerika het eigen bestaan op het spel zou zetten ten behoeve van Europese bondgenoten, leek hem niet geloofwaardig.

### Buitenlandse politiek
Enerzijds sprak hij tweemaal zijn veto uit tegen een Britse toetreding tot de Europese Gemeenschappen, omdat het Verenigd Koninkrijk volgens hem te veel onder Amerikaanse invloed stond. Anderzijds streefde hij naar goede betrekkingen met West-Duitsland en kon hij zowaar goed overweg met de Duitse bondskanselier Konrad Adenauer. Adenauer heeft als enige buitenlandse regeringsleider ooit gelogeerd in La Boisserie, De Gaulles woning in Colombey-les-Deux-Églises. Op 22 januari 1963 tekenden De Gaulle en Adenauer het Élysée-verdrag, dat aan de erfvijandschap tussen Duitsland en Frankrijk een eind moest maken. Daarbij bevestigden beide landen overigens wel hun eigen prioriteiten. Voor West-Duitsland was dat de sterke band met de Verenigde Staten en de EEG, voor Frankrijk het verzwakken van de Amerikaanse invloed. De Gaulle ging rechtstreeks met de Sovjet-Unie praten over ontspanning en knoopte diplomatieke betrekkingen aan met de Volksrepubliek China. De Amerikaanse interventie in Vietnam wees hij af. Dit alles paste in zijn wereldbeeld, waarin de natie, bijeengehouden door eeuwenlange lotsverbondenheid, de beslissende factor is; wie meende dat de mensheid is ingedeeld in ideologische blokken, liet zijn blik volgens hem vertroebelen door de waan van de dag. Ideologieën waren volgens hem namelijk van voorbijgaande aard. Zo waren volgens De Gaulle bijvoorbeeld het Verenigd Koninkrijk en Frankrijk twee landen die fundamenteel met elkaar in oorlog waren, terwijl toch tijdens zijn leven de Fransen en de Britten zij aan zij hadden gestreden in twee wereldoorlogen.
Voorts zag hij een fundamentele tegenstelling tussen de Angelsaksische cultuur enerzijds en de Franse en de continentale Europese cultuur anderzijds, hetgeen bijdroeg aan zijn weerzin tegen het Britse lidmaatschap van de EEG en tegen de Amerikaanse hegemonie via de NAVO. Vooral dat laatste werd slecht begrepen in rechtse Europese en Amerikaanse kringen, voor wie het Amerikaanse tegenwicht contra het Sovjetblok het belangrijkste was. In eigen land vond hij voor zijn anti-amerikanisme echter brede steun, in linkse kringen, omdat die wegens het Amerikaanse kapitalisme nu eenmaal anti-Amerikaans waren, in rechtse kringen wegens de pijn om het verlies van nationale macht en status na twee uitputtende wereldoorlogen.
De Gaulles geopolitieke visie verklaart zijn openlijke steun aan de onafhankelijkheidsbeweging in de Franstalige Canadese provincie Quebec, die in 1967 leidde tot een diplomatieke rel. Hij bezocht toen Canada bij het eeuwfeest van de Canadese onafhankelijkheid. Tijdens een toespraak vanaf het balkon van het stadhuis van Montreal riep hij, tot enthousiasme van de toeschouwers: “Vive le Québec! Vive le Québec Libre!” (Leve het vrije Quebec!) Daarmee was hij een onwelkome gast geworden, die vertrok om nooit in Canada terug te keren.
In de Europese Economische Gemeenschap zorgde hij regelmatig voor moeilijkheden, omdat hij de invloed van de Europese Commissie wilde beperken en weigerde zich neer te leggen bij besluitvorming bij meerderheid van stemmen in de Raad van de Europese Unie, waarin ministers van de lidstaten zitting hebben. Hij voelde zich veiliger bij besluitvorming door consensus, die nu eenmaal moeilijker bereikbaar is dan een gewone meerderheid. In plaats van een 'Europa der bureaucraten' stond hij een 'Europa der vaderlanden' voor, waar de staatshoofden en regeringsleiders zelf de grote beslissingen nemen. Deze houding had tot gevolg dat de Europese instellingen geblokkeerd raakten en Frankrijks relaties met de Europese partners gespannen werden. De Gaulle accepteerde dat, omdat volgens hem staten geen vrienden hebben, maar belangen.
Dit conflict bereikte zijn hoogtepunt in de zogenaamde crisis van de lege stoel van 30 juni 1965 tot 30 januari 1966. De andere vijf lidstaten en de Europese Commissie, het meeste uitgesproken bij commissievoorzitter Walter Hallstein en landbouwcommissaris Sicco Mansholt, wilden de vervollediging van het gemeenschappelijk landbouwbeleid koppelen aan een grotere rol voor het Europees Parlement. President De Gaulle en buitenlandminister Maurice Couve de Murville verzetten met klem tegen wat zij als de dreiging van een superstaat beschouwden, en eisten het behoud van het vetorecht van de lidstaten in de Europese Raad. De crisis eindigde formeel met het compromis van Luxemburg en het aftreden van Hallstein. Het compromis van Luxemburg heeft de besluitvorming met meerderheid van stemmen in de Europese Raad nog jaren in de weg gestaan, en daardoor de institutionele rol van de Europese Commissie aanzienlijk verminderd.

### Binnenlandse politiek
In eigen land was De Gaulles bewind nogal autoritair. Zijn aanhangers - de gaullisten - hadden meestal een ruime meerderheid in het parlement, mede dankzij een meerderheidsstelsel dat De Gaulle had ontworpen om hem in de kaart te spelen en de politieke stabiliteit te creëren waaraan het tijdens de Vierde Republiek zo had ontbroken. Bovendien was de regering helemaal aan de president ondergeschikt. Het hebben van een eigen achterban in de vorm van een partij zag De Gaulle als een noodzakelijk kwaad; hij wilde eigenlijk boven de partijen staan, als een belangeloze scheidsrechter die het nationale belang vooropstelt. Hij maakte geen geheim van zijn minachting voor de 'zogenaamde partijen' met hun 'zogenaamde leiders'. Belangrijke beslissingen liet hij ondersteunen met een referendum, waarbij hij het Franse volk voor de keuze stelde: of het voorstel werd goedgekeurd, of hij trad af. Telkens kreeg hij een meerderheid achter zich. Op die manier kreeg hij ook een grondwetswijziging gedaan, zodat de president voortaan rechtstreeks verkozen zou worden. Dit gaf de president nog meer gezag, omdat hij toen geen vertrouwensvotum van het parlement meer nodig had. Bij de presidentsverkiezingen van 1965 kon De Gaulle zichzelf opvolgen voor een nieuwe ambtstermijn van zeven jaar. De linkse partijen beschuldigden hem ervan een dictatuur na te streven. Het bestuur onder De Gaulle voerde echter wel een aantal belangrijke hervormingen door die Frankrijk op heel wat gebieden moderniseerden, iets wat tijdens de zwakke Vierde Republiek niet mogelijk was geweest.

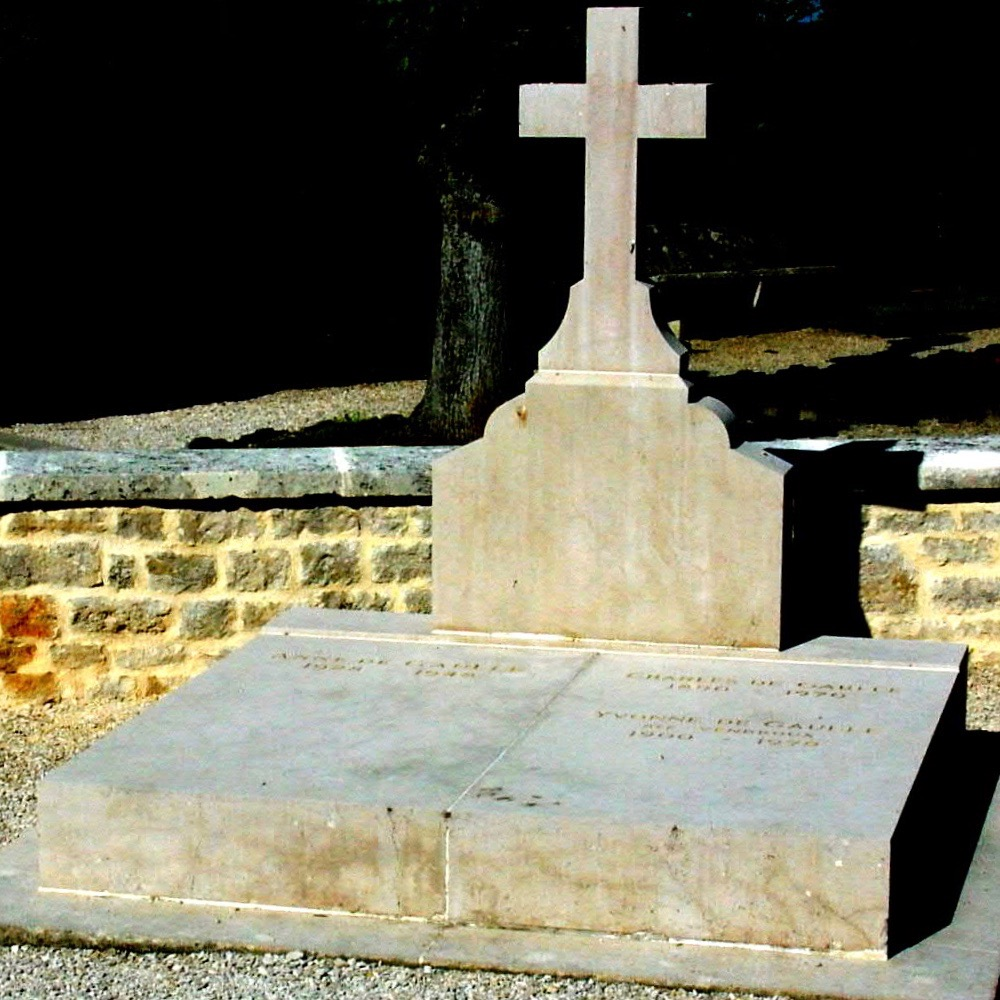
Het graf van Charles de Gaulle

De Gaulles bewind leek onaantastbaar, totdat er in mei 1968 massale studentendemonstraties uitbraken, gevolgd door massale stakingen in een quasirevolutionaire sfeer, die gedeeltelijk uit de autoritaire regeringsstijl van De Gaulle was te verklaren, maar toch vooral voortkwamen uit de door babyboomers gedragen 'culturele revolutie', die toen door een groot deel van de westerse wereld waarde. De oude generaal leek even geen antwoord te hebben op de crisis en vloog zelfs naar de in Duitsland gelegerde Franse troepen om zich daar bij generaal Massu te verzekeren van de steun van het leger. Er werden vervroegde parlementsverkiezingen uitgeschreven, waarbij bleek dat hij nog altijd massaal gesteund werd. Maar de president, die al tegen de tachtig liep, had toch aan prestige ingeboet. In april 1969 schreef hij opnieuw een referendum uit over een grondwetsherziening, over de hervorming van de senaat naar en de oprichting van regio's als eerste stap naar decentralisatie. Tegelijk was het referendum weer een vertrouwensstemming. Deze maal leed hij een nipte nederlaag en hij deed wat hij gezegd had: hij trad meteen af, drie jaar voor het einde van zijn termijn. Mr. G.B.J. Hiltermann loofde de De Gaulle als volstrekt democraat. De Gaulle vertrok daarop met zijn echtgenote voor een reis van een maand naar Ierland en trok zich daarna terug in zijn landhuis in het dorpje Colombey-les-Deux-Églises (departement Haute-Marne). Hij weigerde de dotatie waarop hij recht had als ex-president.

### Overlijden

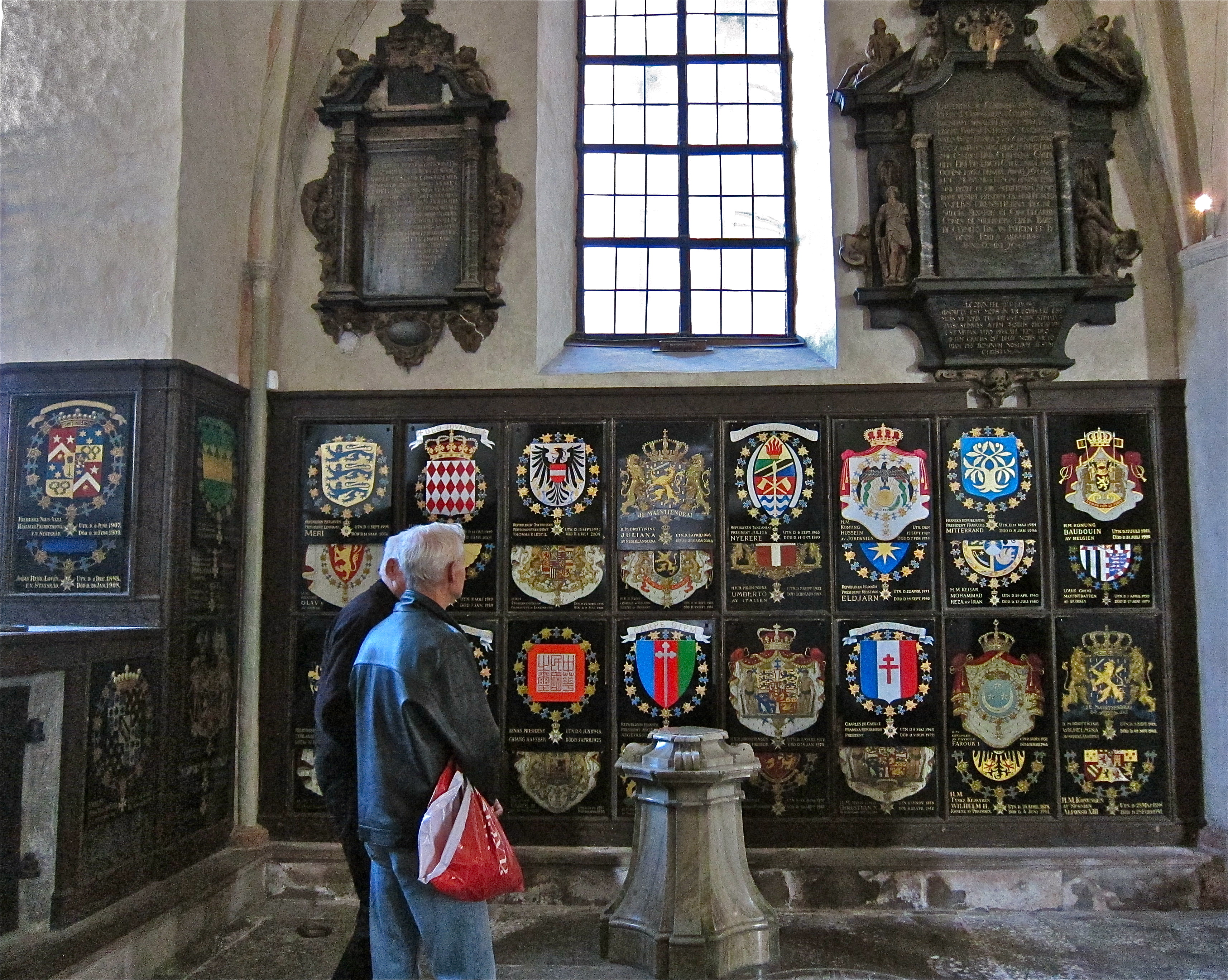
Wapenbord van Charles de Gaulle in de Riddarholmskyrkan

Charles de Gaulle overleed thuis in Colombey-les-Deux-Églises aan een aneurysma, net zoals eerder zijn broer Pierre en zijn vader Henri. Hij had die dag nog gewerkt en twee wandelingen gemaakt. Om 19.00 uur, tijdens een spelletje patience, schreeuwde hij het uit van de pijn en viel tegen de tafel. Om 19.25 uur werd hij doodverklaard na van de pastoor de ziekenzalving te hebben ontvangen.
Hij werd op het plaatselijke kerkhof begraven, niet alleen omdat hij een staatsbegrafenis had geweigerd, maar vooral omdat hij begraven wilde worden bij zijn dochter Anne, die op jonge leeftijd was overleden. Eerder had hij alle onderscheidingen en eerbewijzen afgewezen. In Parijs werd te zijner nagedachtenis een herdenkingsbijeenkomst gehouden waar veel staatshoofden, onder wie koningin Juliana, aanwezig waren. In de Riddarholmskyrkan in Stockholm werd een wapenbord te zijner herinnering opgehangen. Daar werd de Franse driekleur met daarop het kruis van Lotharingen als wapen aangebracht.
Ter ere van Charles de Gaulle werd een groot Lotharings kruis opgericht te Colombey-les-Deux-Églises. Dat hij er met zijn politieke macht niet op uit was geweest persoonlijk voordeel te behalen, bleek wel uit de zeer bescheiden financiële middelen die hij naliet.
Het extreemlinkse weekblad Hara-Kiri blokletterde "Tragisch bal te Colombey: 1 dode", een satirische verwijzing naar een brand in een danszaal tijdens dezelfde maand waarbij 146 slachtoffers waren gevallen. De regering verbood prompt het blad, waarop de redacteurs enkele jaren later een nieuw blad Charlie Hebdo van gelijke strekking oprichtten.

## Nalatenschap

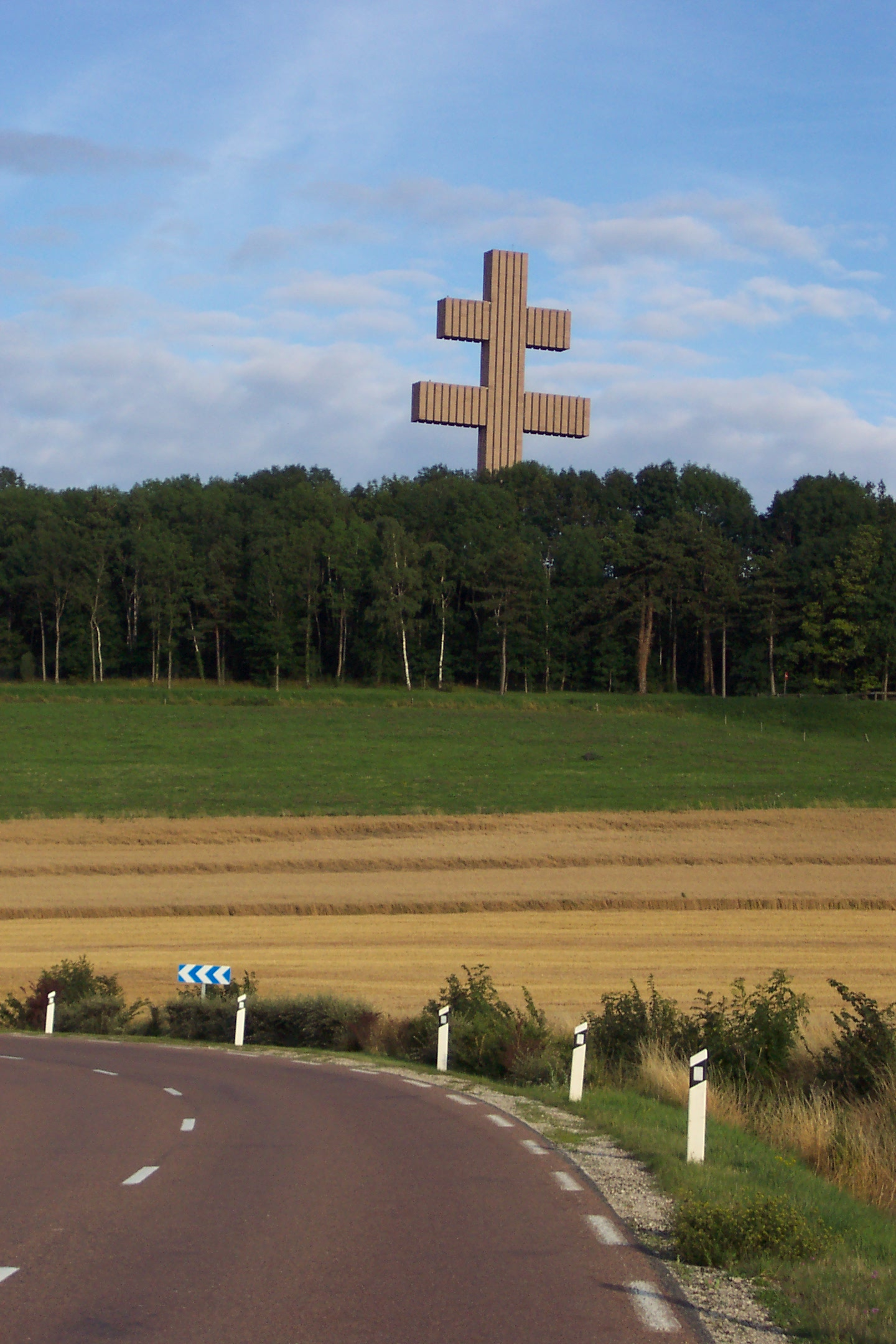
Lotharings kruis ter herdenking van generaal de Gaulle

Met zijn grote gestalte, zijn effectief bespelen van de media, zijn politiek tactisch vernuft van verdelen en heersen en vooral met zijn staatkundige visie was Charles de Gaulle in meer dan één opzicht een indrukwekkende figuur, die altijd streed voor het nationaal belang, zoals hij dat zag, en velen daarvan wist te overtuigen. Zijn autoritaire stijl, die hij evenwel nooit liet ontaarden in een dictatuur, is daarom lange tijd voor lief genomen.
De politieke linkerzijde, traditioneel de tegenstanders van De Gaulle, begon vrij snel aan de recuperatie van zijn nagedachtenis, geheel in overeenstemming met wat De Gaulle zelf had voorspeld in een gesprek met de linkse gaullist David Rousset in april 1968. De communisten waren zijn felste tegenstanders geweest omdat ze de stichting van het Franse verzet in 1940 voor zichzelf wilden opeisen (in werkelijkheid hadden ze zich aanvankelijk van georganiseerd verzet onthouden omwille van het Molotov-Ribbentroppact); maar in 1976 stond in het partijblad L’Humanité een eerbetoon aan De Gaulle en aan zijn toespraak van 18 juni 1940. De sociaaldemocraten gingen iets later overstag. François Mitterrand manifesteerde zich bij de presidentsverkiezingen van 1981 nog nadrukkelijk als anti-gaullistisch, maar vanaf het midden van de jaren 1980 begonnen linkse intellectuelen de verdiensten van De Gaulle te erkennen, mede geïnspireerd door hun teleurstelling over Mitterrand.
Zijn invloed is in Frankrijk nog immer zeer groot; er is nog altijd wel een politieke partij die zich gaullistisch noemt. Belangrijker nog is dat hij op twee cruciale momenten, bij de Duitse inval in 1940 en bij de dekolonisatie van Algerije in 1962, een eigen weg insloeg, met enorme persoonlijke risico's en het uiteindelijk bij het juiste eind bleek te hebben: in het eerste geval behoedde hij het land voor totale capitulatie, in het tweede geval voor burgeroorlog. De grondwet van de Vijfde Republiek is zijn schepping, die hem met slechts marginale wijzigingen ruimschoots overleefd heeft en nog voor onbepaalde tijd mee lijkt te kunnen. De versterking van de uitvoerende macht ten koste van het parlement heeft geleid tot de beoogde vergroting van de politieke stabiliteit, terwijl de klassieke burgerrechten onaangetast zijn gebleven. De Gaulle heeft niet meer meegemaakt dat zijn politieke tegenstander François Mitterrand als president ook uit de voeten bleek te kunnen met een grondwet die hij ooit als een 'permanente staatsgreep' had omschreven.
De naam van De Gaulle leeft voort in het grootste vliegveld van Frankrijk, Aéroport Charles de Gaulle. Ook het drukste plein van Parijs, Place Charles de Gaulle, is naar hem genoemd. Dit plein heette voorheen Place de l'Étoile. Op dit plein staat de Arc de Triomphe. Frankrijks enige vliegdekschip, de MN Charles de Gaulle, is ook naar hem genoemd.
De Gaulle werd op 4 april 2005 door tv-kijkers tot de grootste Fransman aller tijden verkozen. Men kan stellen dat hij daarmee zijn doel bereikt heeft, want hij merkte ooit op dat 'de persoon Charles de Gaulle hem slechts interesseerde als historische figuur'.

## Werken
- La discorde chez l'ennemi (1924)
- Histoire des troupes du Levant (1931) Geschreven door De Gaulle en zijn vrouw, met hulp van kolonel De Mierry, ter voorbereiding van de definitieve tekst.
- Le fil de l'épée (1932)
- Vers l'armée de métier (1934)
- La France et son Armée (1938)
- Trois études (1945) Over de historische rol van bolwerken, economische mobilisatie in het buitenland en hoe een professioneel leger op te zetten; gevolgd door een memorandum van 26 januari 1940.
- Mémoires de Guerre
  - Volume I - L'Appel, 1940-1942 (1954)
  - Volume II - L'Unité, 1942-1944 (1956)
  - Volume III - Le Salut, 1944-1946 (1959)
- Mémoires d'Espoir
  - Volume I - Le Renouveau, 1958-1962 (1970)
- Discours et Messages
  - Volume I - Pendant la Guerre, 1940-1946 (1970)
  - Volume II - Dans l'attente, 1946-1958 (1970)
  - Volume III - Avec le Renouveau, 1958-1962 (1970)
  - Volume IV - Pour l'Effort, 1962-1965 (1970)
  - Volume V - Vers le Terme, 1966-1969

## Onderscheidingen
- Lijst van onderscheidingen van Charles de Gaulle

- Bibsys: 90154609
- Biblioteca Nacional de Chile: 000038416
- Biblioteca Nacional de España: XX1101615
- Bibliothèque nationale de France: cb11904345m (data)
- Catàleg d'autoritats de noms i títols de Catalunya: 981058512662606706
- CiNii: DA00531109
- Gemeinsame Normdatei: 118537849
- International Standard Name Identifier: 0000 0001 2125 1165
- Library of Congress Control Number: n79041762
- Nationale Bibliotheek van Letland: 000034569
- Base Léonore: C/0/18
- MusicBrainz: f80b63b4-99a1-4b15-8444-82ad51ce501d
- National Archives and Records Administration: 10583003
- Bibliotheek van het Japanse parlement: 00437451
- Nationale Bibliotheek van Tsjechië: jn19990002580
- Nationale bibliotheek van Australië: 36142989
- Nationale Bibliotheek van Israël: 987007261531405171
- Nationale Bibliotheek van Polen: a0000001178914
- Nationale en Universitaire bibliotheek Zagreb: 000073212
- Nederlandse Thesaurus van Auteursnamen: 152434607
- Russische Staatsbibliotheek: 000083109
- Istituto Centrale per il Catalogo Unico: RAVV031314
- LIBRIS: 188027
- SNAC: w6f76pnb
- Système universitaire de documentation: 026884410
- Trove: 1219521
- Virtual International Authority File: 27064969
- WorldCat: E39PBJfGXq9XDcCkwBJW3GCCwC

Lodewijk Napoleon Bonaparte · Louis Jules Trochu · Adolphe Thiers · Patrice de Mac Mahon · Jules Grévy · Marie François Sadi Carnot · Jean Casimir-Perier · Félix Faure · Émile Loubet · Armand Fallières · Raymond Poincaré · Paul Deschanel · Alexandre Millerand · Gaston Doumergue · Paul Doumer · Albert Lebrun · Vincent Auriol · René Coty · Charles de Gaulle · Georges Pompidou · Valéry Giscard d'Estaing · François Mitterrand · Jacques Chirac · Nicolas Sarkozy · François Hollande · Emmanuel Macron